# Chemin de fer Boulogne - Bonningues
Le chemin de fer de Boulogne - Bonningues est une ancienne ligne de chemin de fer secondaire qui reliait Boulogne-sur-Mer à Bonningues-lès-Ardres dans le département du Pas de Calais entre 1900 et 1935. Construit à voie métrique, elle était exploitée par la Compagnie des Chemins de fer économiques du Nord (CEN).

## Histoire
La compagnie CEN avait obtenu la concession d'une ligne allant du Portel à Bonningues et Tourneham le 20 mars 1890.
La section du Portel à Boulogne (Quai Chanzy) est affermée à la  Société des tramways électriques de Boulogne-sur-Mer.
La ligne est fermée le 31 décembre 1935. La section de Colembert à Bonningues-les-Ardres est conservée jusqu'en 1947 pour le trafic marchandise, exploitée par la Compagnie générale de voies ferrées d'intérêt local (CGL).

## Infrastructure

### Les lignes
- Saint-Martin-Boulogne – Colembert – Bonningues-lès-Ardres (37 km) : ouverture le 22 avril 1900 ;
- Boulogne (Quai Chanzy) – Saint-Martin-Boulogne (5 km) : ouverture le 1er mai 1902.

Le centre du réseau se situe en gare de Saint-Martin-Boulogne, où se trouvent le dépôt et les ateliers.

### Gares de jonction
- Gare de Boulogne (Quai Chanzy), avec le tramway de Boulogne-sur-Mer au Portel
- Gare Centrale de Boulogne (Quai Chanzy), avec la compagnie des chemins de fer du Nord
- Gare de Saint-Martin-Boulogne, avec les tramways urbains de Boulogne
- Gare de Bonningues-les-Ardres, avec le chemin de fer d'Anvin à Calais

### Voies et tracés
- Longueur de la ligne : 43,2 km.

| Type de site utilisé (état 1930) | Type de site utilisé (état 1930)  | Type de site utilisé (état 1930) |
| Total                            | Site en chaussée ou en accotement | Site indépendant de la chaussée  |
| -------------------------------- | --------------------------------- | -------------------------------- |
| 43,2 km                          | 7,41 km                           | 37,79 km                         |
| 100 %                            | 17,2 %                            | 82,8 %                           |

### Arrêts
Les CEN emploient sur la ligne 2 types de bâtiments standardisés, l'un type 1a et 1b étant une gare (bâtiment en R+1) pouvant être accompagné d'une halle à marchandise accolée, l'autre étant une aubette, type 2, prévue pour les arrêts de moindre importance.
La ligne assure également à son terminus de la Gare Centrale de Boulogne sur Mer (detruite pendant 2eme GM), la correspondance avec la Compagnie des chemins de fer du Nord et la ligne de Boulogne au Portel (concédée aux CEN). L'autre terminus est situé en gare de Bonningues appartenant à la ligne de chemin de fer d'Anvin à Calais, ligne également à voie métrique.
Les gares n'appartenant pas aux CEN sont en italique, elles sont triées par ordre sur la ligne dans le sens Boulogne - Bonningues.
Type : type de bâtiment standardisé, «u» bâtiment à l'architecture unique, «nc.» non concerné dans le cas de bâtiments d'autres compagnies, voir CEN, section arrêts pour la description des modèles standardisés d'arrêts.
| Illustration | Nom                                | Arrêt   | Ville                       | Type |
| ------------ | ---------------------------------- | ------- | --------------------------- | ---- |
|              | Gare Centrale de Boulogne          | Gare    | Boulogne-sur-Mer            | nc.  |
|              | Saint-Martin-Boulogne La Madeleine | Station | Saint-Martin-Boulogne       | 2    |
|              | Saint-Martin-Boulogne Gare         | Gare    | Saint-Martin-Boulogne       | 1b   |
|              | Pernes                             | Station | Pernes-lès-Boulogne         | 2    |
|              | La Capelle                         | Gare    | La Capelle-lès-Boulogne     | 1b   |
|              | Conteville                         | Gare    | Conteville-lès-Boulogne     | 1a   |
|              | Belle-et-Houlefort                 | Gare    | Belle-et-Houlefort          | 1a   |
|              | Le Wast Alinchtun                  | Gare    | Alincthun                   | 1a   |
|              | Colembert                          | Gare    | Colembert                   | 1a   |
|              | Longueville                        | Gare    | Longueville (Pas-de-Calais) | 1a   |
|              | Surques                            | Gare    | Surques                     | 1a   |
|              | Herbinghen Hocquinghen             | Station | Herbinghen et Hocquinghen   | 2    |
|              | Licques                            | Gare    | Licques                     | 1b   |
|              | Audenfort                          | Station | Clerques                    | 2    |
|              | Bonningues                         | Gare    | Bonningues-lès-Ardres       | nc.  |

## Matériel roulant
- no 47 à 49, type 030T bicabines, issues d'une série de 4 machines (no 46 à 49)[a] livrées en 1899 par les Ateliers de construction du Nord de la France de Blanc-Misseron (ANF)[3];
- no 51, identique à la série 46-49, livrée en 1900 par les ANF[b],[3];
- no 23, type 030T bicabine issue d'une série de 2 machines (23-...)[c] livrées en 1924 par Piguet, l'une pour le chemin de fer de Lens à Frévent, la seconde pour le tramway de Saint-Amand à Hellemmes[d], l'une des deux numérotée vingt-trois est mutée sur la ligne Boulogne - Bonningues;
- no 1, type 030T bicabine livrée en 1925 par Corpet-Louvet, numéro constructeur 1635.

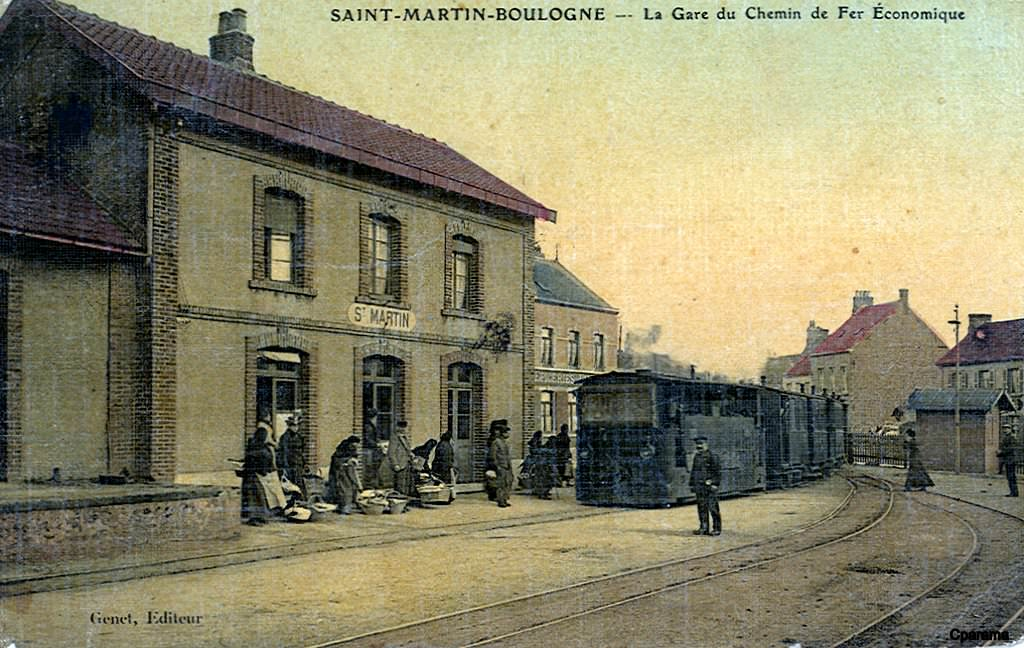
Locomotive 47 à 49 ou 51 en gare de Saint-Martin-Boulogne.
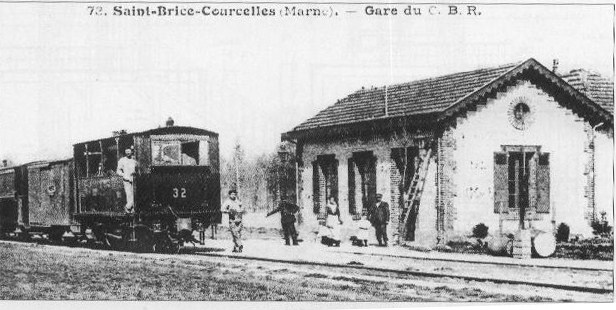
Locomotive Corpet-Louvet de la série 30-34 des Chemins de fer de la Banlieue de Reims (CBR) identique à la locomotive no 1.